# Russian Endurance Challenge
Russian Endurance Challenge (REC) — российские многочасовые автомобильные гонки на выносливость. Впервые соревнования были проведены 24 октября 2015 года на подмосковном автодроме Moscow Raceway.
Регламент Russian Endurance Challenge допускает к участию в гонке автомобили различных классов, как из российского кольцевого автоспорта, так и международных серий: спортпрототипы CN2.0, автомобили немецкого кузовного класса VLN SP6, международной группы GT3, российского чемпионата СМП РСКГ, Porsche Sport Challenge, Moscow Classic Grand Prix (кроме автомобилей с открытыми колесами, «формул»), национального любительского первенства RHHCC и др.
В соревнованиях Russian Endurance Challenge ведется абсолютный зачет и зачет в каждом классе заявленных автомобилей.
В гонках REC могут принимать участие как профессиональные гонщики, так и любители. Среди участников уже были титулованные и известные пилоты: в 2015 году выступал трехкратный чемпион Европы по ралли-кроссу Тимур Тимерзянов, в 2016 году — двукратный чемпион ETCC Николай Карамышев, владелец Moscow Raceway Рустем Терегулов, архитектор автодромов Герман Тильке, его сын, архитектор и гонщик Карстен Тильке (Carsten Tilke), немецкий пилот класса LMGTE Am Клаус Бахлер, чемпион мира по гонкам на выносливость FIA WEC в классе LMGTE Am и победитель гонки «24 часа Ле-Мана» в классе LMGTE Am Алексей Басов.
Первая гонка Russian Endurance Challenge состоялась 24 октября 2015 года на автодроме Moscow Raceway. В ней приняли участие 44 пилота на автомобилях разных классов. Победителем абсолютного зачета стал спортпрототип отечественной конструкции и постройки – Феникс FR 01 (экипаж в составе Ильи Буренко / Олега Квитки). Продолжительность заезда составила 4 часа.
Наряду с основными гонками Russian Endurance Challenge организаторы проводят дополнительные, «клубные» соревнования в ответ на просьбы заинтересованных участников. Такие соревнования носят название REC Club.
Первая гонка REC Club состоялась в Сочи на Сочи Автодроме 16 октября 2016 года. В ней приняли участие 38 гонщиков, в том числе иностранные пилоты из Германии, Австрии, Латвии и Литвы. Победителем абсолютного зачета стали Леон Осипов и Степан Крумилов на спортпрототипе Radical SR3. Продолжительность заезда составила 4 часа.
Организатор и промоутер Russian Endurance Challenge — СК «АСПАС».

## Основные положения регламента
Russian Endurance Challenge включает в себя квалификационные заезды и 4-часовую гонку. Соревнование проводится в соответствии со Спортивным кодексом РАФ (СК РАФ) и его приложениями, правилами организации и проведения соревнований по автомобильным кольцевым гонкам, а также регламентами.

### Автомобили-участники гонки
Регламент соревнования 2016 года допускает к участию в Russian Endurance Challenge следующие классы автомобилей:
- спортпрототипы:

1. CN 2.0;
2. Lada Revolution;
3. Mitjet 2.0L;

- автомобили, подготовленные по техническим требованиям класса GT3;
- класс SP6, описанный в технических требованиях серии VLN;
- все классы, описанные в техническом регламенте серии Porsche Sport Challenge;
- автомобили, подготовленные по техническим требованиям серии Ferrari Challenge;
- классы, описанные в технических требованиях серии SMP РСКГ:

1. Туринг;
2. Суперпродакшн;
3. Туринг-лайт;
4. Национальный;

- классы, описанные в технических требованиях серии Moscow Classic Grand Prix:

1. Москвич — все зачетные группы, включая Москвич+;
2. Жигули — все зачетные группы, включая Жигули+;

- классы, описанные в технических требованиях серии RHHCC.

### Основные правила в гонке
На одном автомобиле могут выступать от двух до пяти пилотов, которые составляют экипаж.
Каждый экипаж может заявить два идентичных автомобиля. Автомобили должны пройти техническую инспекцию. Возможна замена автомобилей в ходе гонки. Замена автомобилей происходит в боксах.
Во время пит-стопа может происходить замена водителя и/или автомобиля, замена шин, дозаправка. Все автомобили в ходе соревнования заправляются в специальной зоне. В гонке предусмотрено три обязательных пит-стопа.
Продолжительность пит-стопа должна быть не менее двух минут, если во время этой процедуры выполняется хотя бы одно из действий: замена одного или более колёс, заправка автомобиля, замена водителя, замена автомобиля. В остальных случаях продолжительность пит-стопа не регламентируется. Несоблюдение минимального времени пит-стопа наказывается штрафом в виде проезда по пит-лейн с добавлением разницы во времени между минимальной длительностью пит-стопа и фактически затраченного на пит-стоп ко времени, затраченному на гонку.
Количество пит-стопов для ремонта автомобиля и их продолжительность не ограничены.
Время непрерывного нахождения одного водителя за рулем в ходе гонки должно быть не менее 45 минут и не более двух часов.
В гонке автомобили принимают старт с хода. Старт подается сигналом светофора или отмашкой флагом судьи-стартера.
Продолжительность гонки — 4 часа.
Победитель и водители, занявшие в зачете (классе) второе и третье места, награждаются кубками.